# ピトケアン島
ピトケアン島（ピトケアンとう、Pitcairn Island）は、南太平洋に浮かぶ火山島。タヒチ島からは東南東に約2,170 km、パナマからは約6,600 km離れた孤島である。イギリスの海外領土ピトケアン諸島の主島で、唯一の有人島である。すべての住民は島東部のアダムスタウンに居住している。

## 歴史
1767年7月、HMS スワローの乗組員ロバート・ピトケアンが発見した。島の名前は発見者に由来する。1789年にHMS バウンティで反乱（バウンティ号の反乱）を起こしたフレッチャー・クリスチャン率いる反乱者とタヒチ人の一団は定住先としてピトケアン島を選び、1790年1月15日にバウンティ湾に上陸した。一行はバウンティ号を解体し、ピトケアン島で新たな生活を始めた。
1808年1月にアメリカ船トパーズ号がピトケアン諸島にやってきた時、バウンティ号の乗組員は水夫ジョン・アダムスのみであり、アダムスのほかの居住者は子供二十数名、ポリネシア人女性10名であった。
1838年にはイギリスがピトケアン諸島を海外領土とし、1856年には全島民をノーフォーク島（現在はオーストラリア領）に移住させたが、島民らは自らの意思でピトケアン島へ帰還している。
現在の島民の多くはバウンティ号の反乱者とタヒチ人の子孫である。

## 地理
火山島で、海岸線は険しい断崖になっている。南太平洋の島としては珍しく、サンゴ礁に囲まれていない。バウンティ湾の港が外部との唯一の窓口になっている。島の北部、海を見渡す丘の方にバウンティ号の反乱のリーダーであるフレッチャー・クリスチャンがいつも居たというクリスチャンケイブと呼ばれる洞窟がある。島の近くにはアダムズ・ロックとヤングス・ロックという岩石の小島がある。島の最高峰はパワラ・バレー・リッジで、標高は346m。
火山性土壌と豊富な降水量を伴う亜熱帯海洋性の気候により、肥沃な土地をもつ。平均気温は19度から24度、年間降水量は 1800mm。島に河川や湖沼はなく、飲料水は雨水を用いている。

## 生態系
固有種は昆虫とトカゲ。外来種としてネズミがいる。険しい海岸線に沿って多数の海鳥が営巣している。
サンゴ礁がないため、漁業は沖合で行われる。サメ、タイ、カマス、マグロが多く生息している。またクジラの移動が毎年観測されている。

## ギャラリー

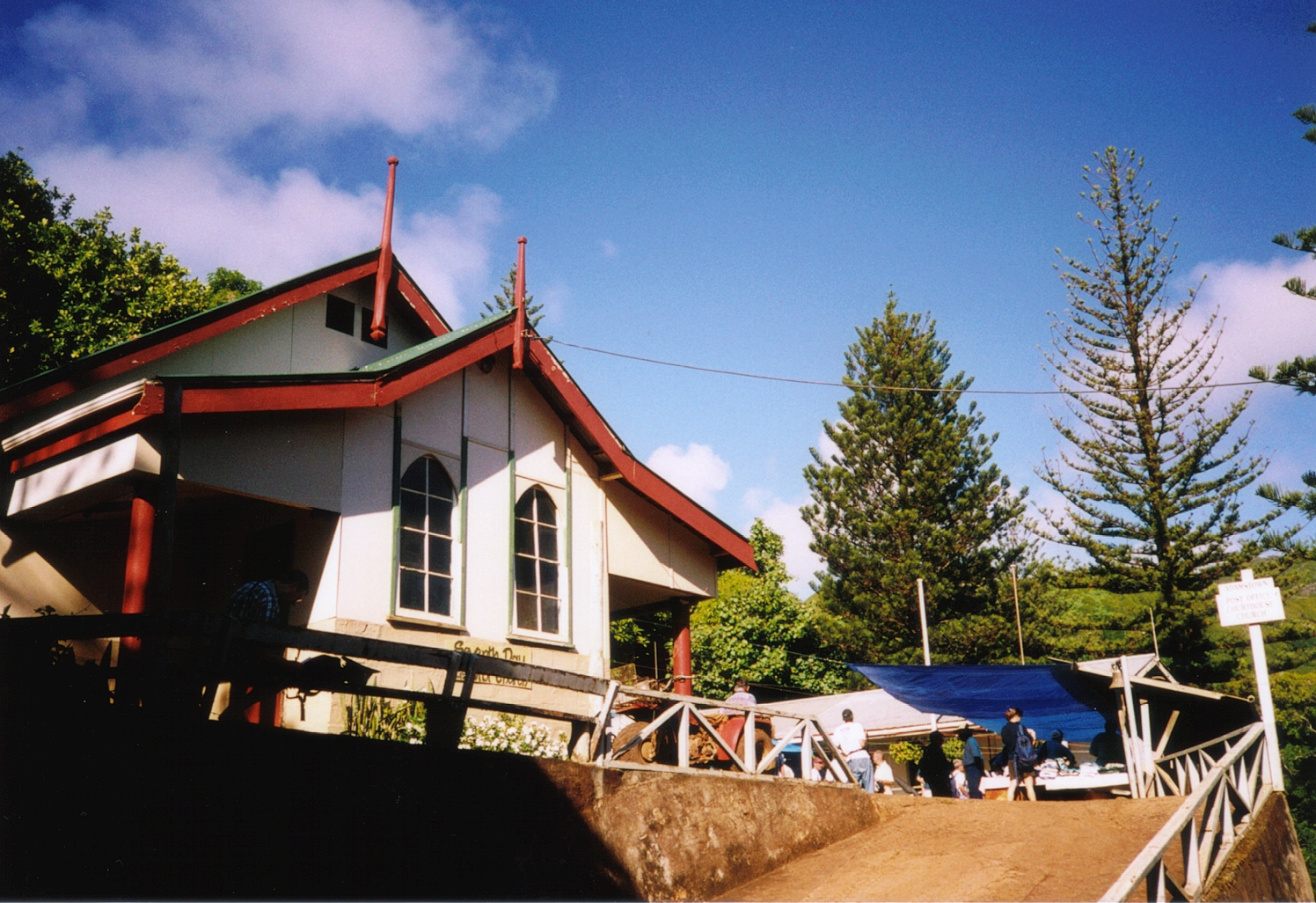
教会
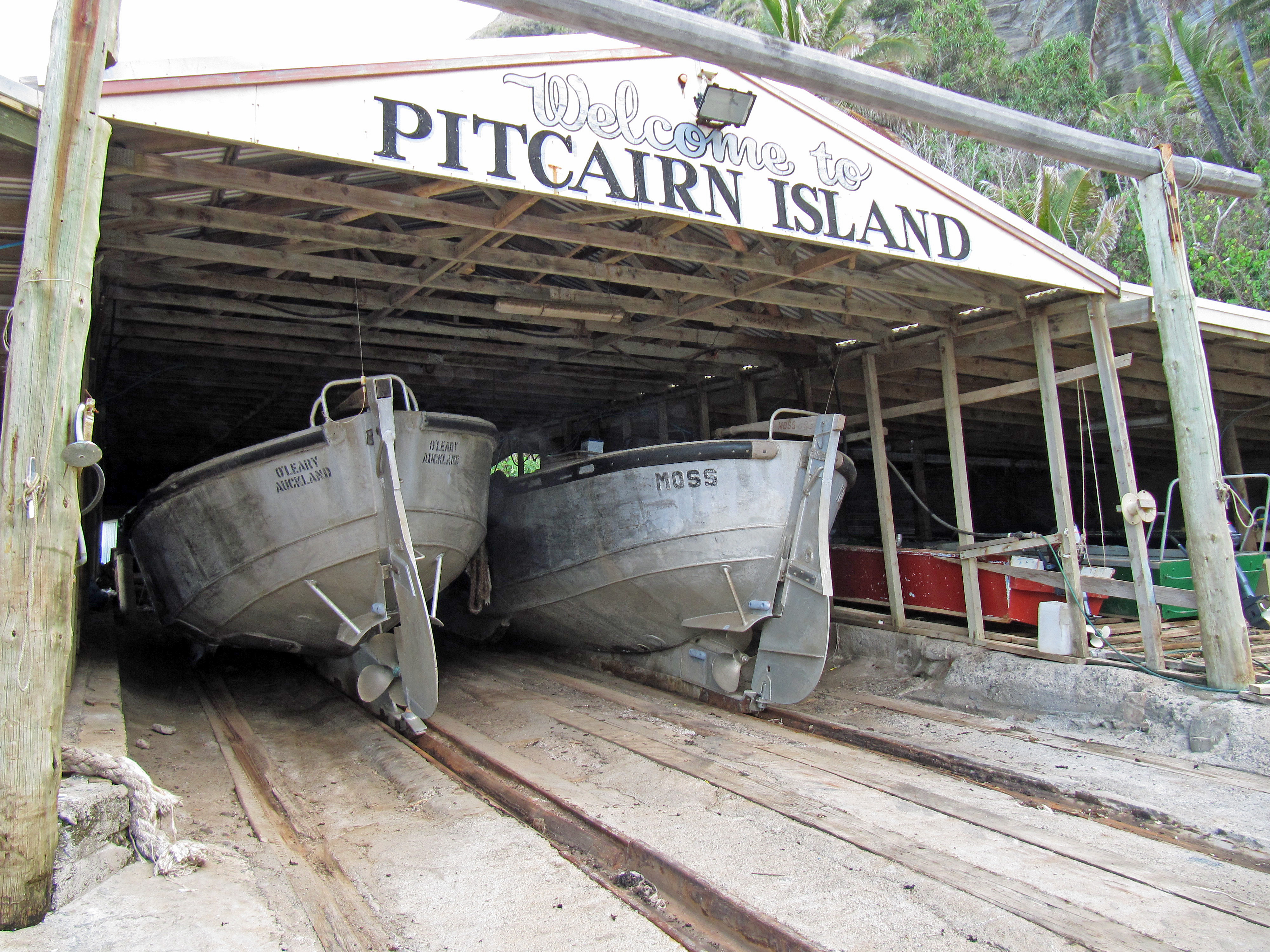
島民のロングボート
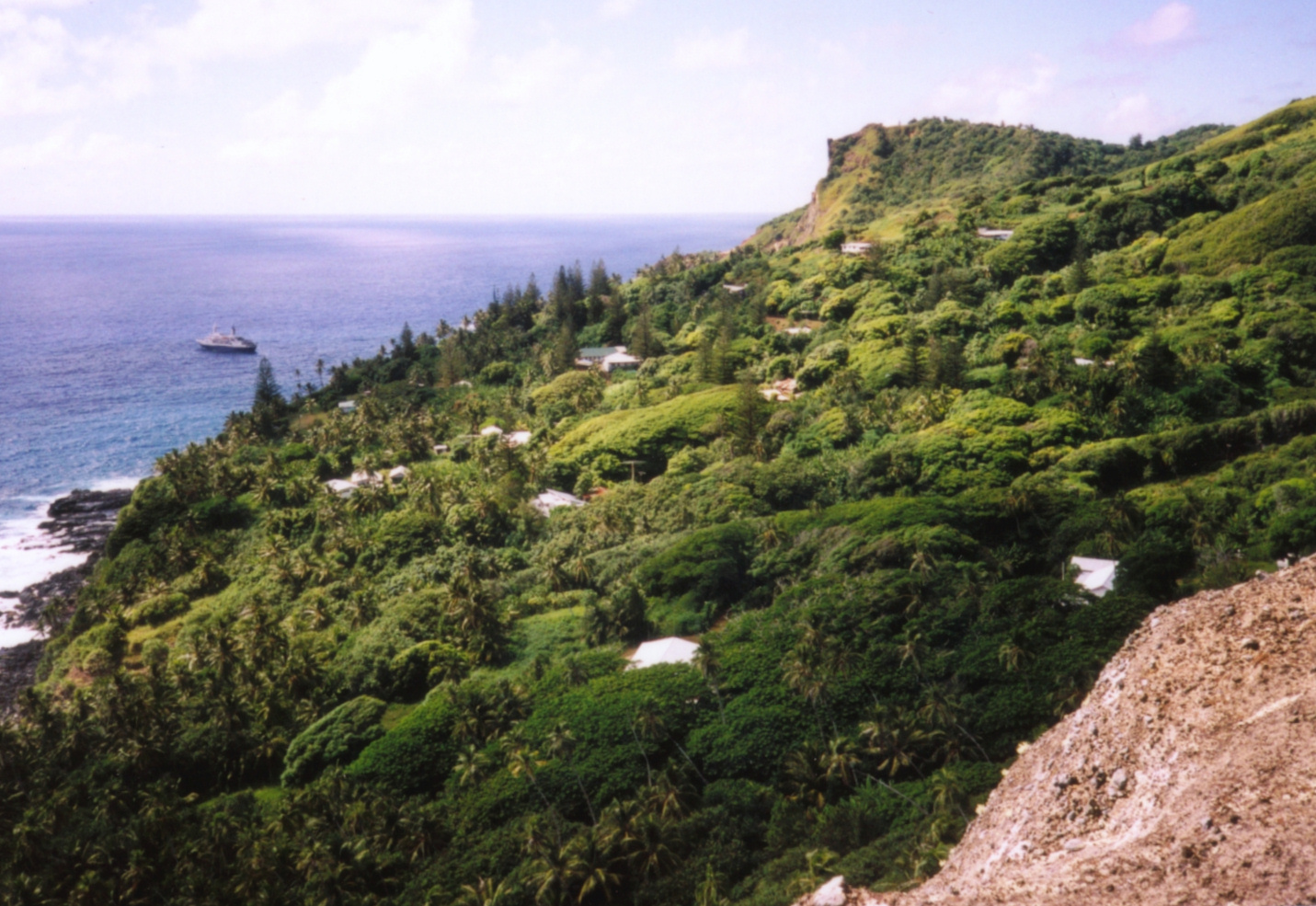
アダムスタウンの眺め
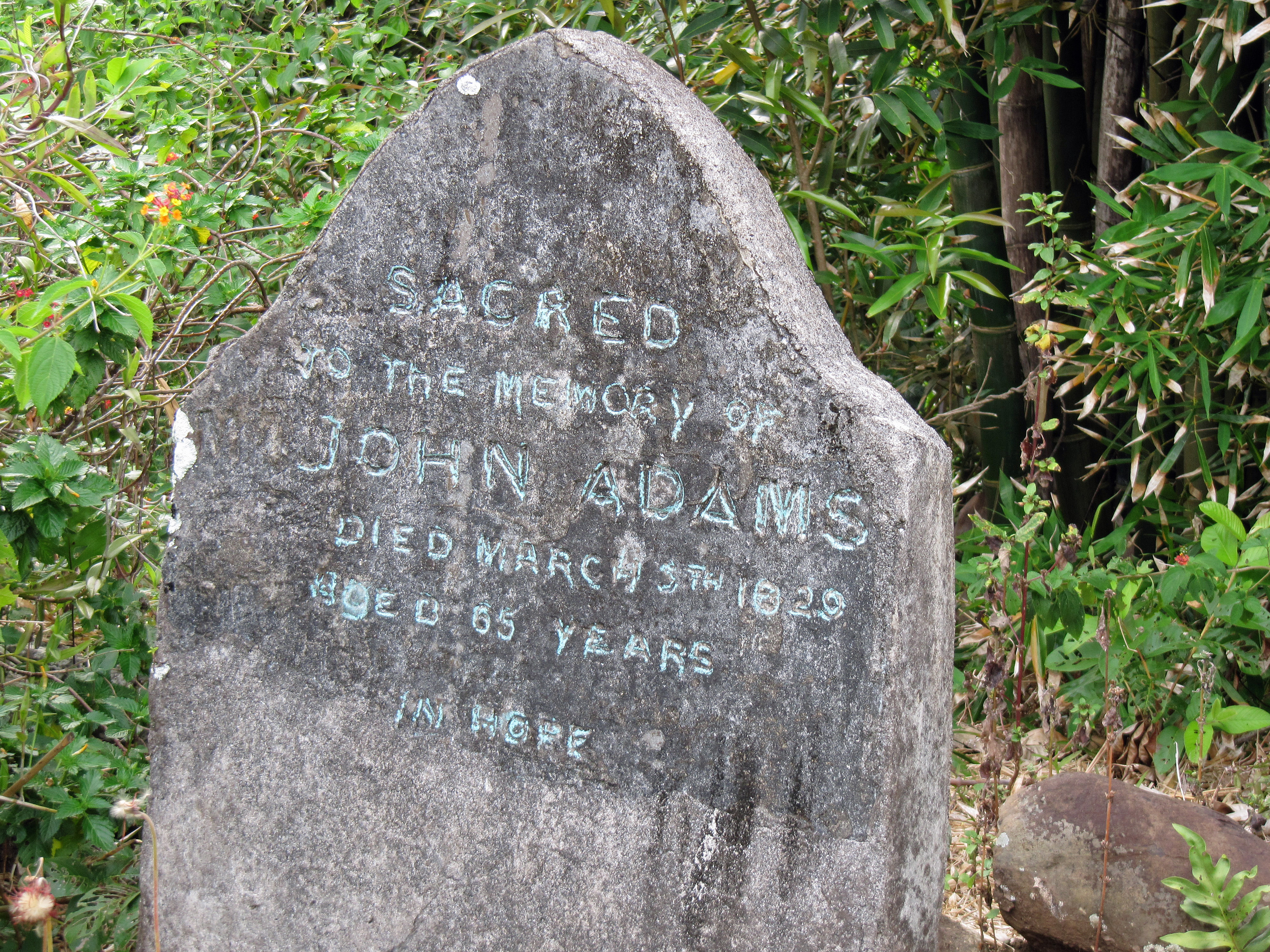
ジョン・アダムズの墓
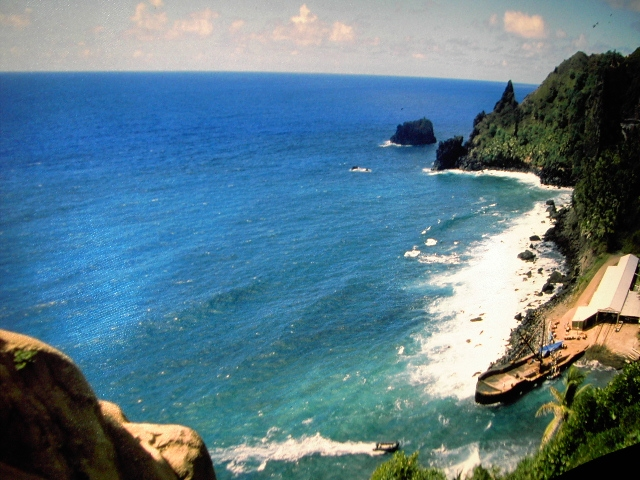
埠頭
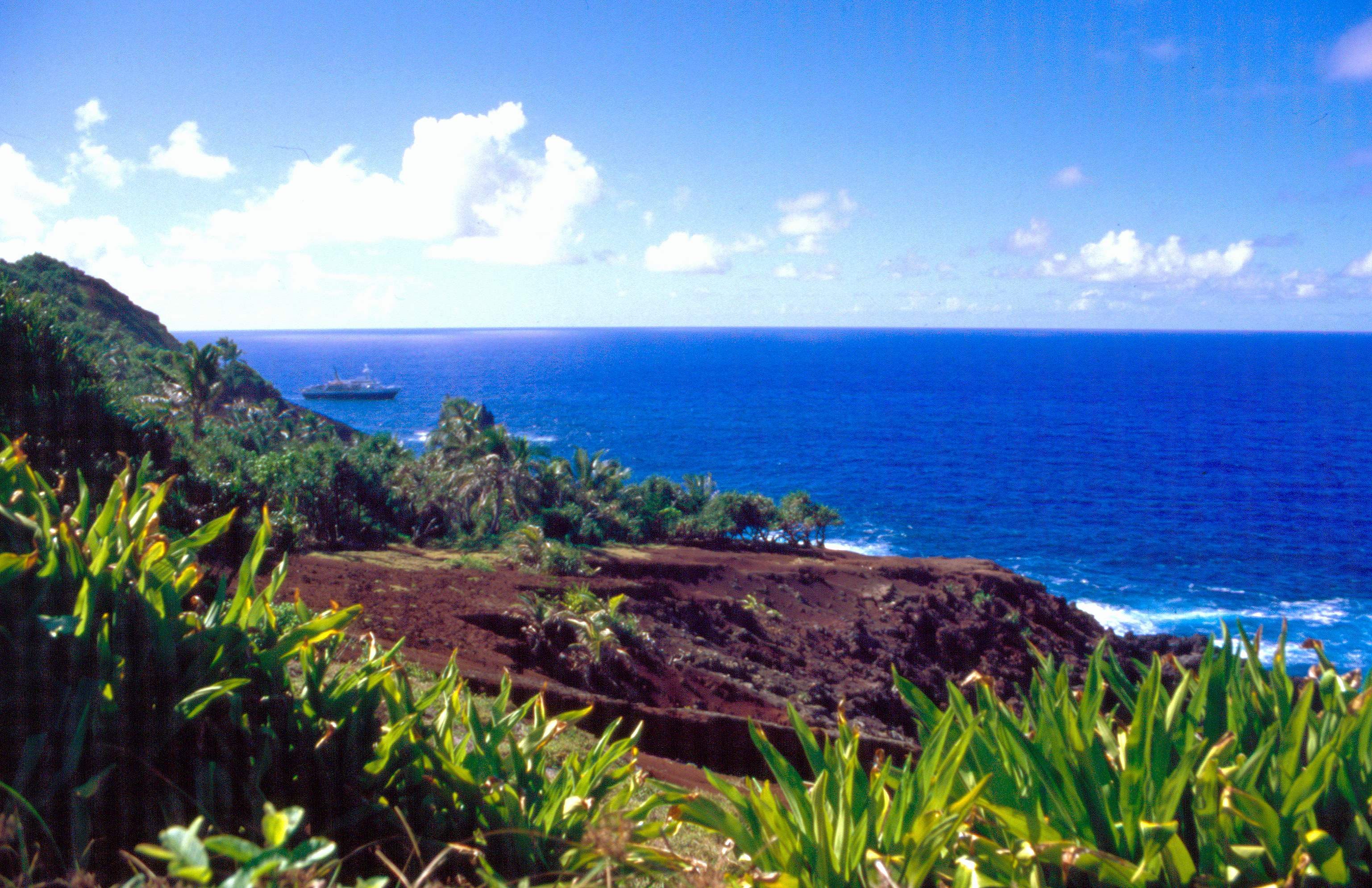
セント・ポール・ポイント（東海岸）
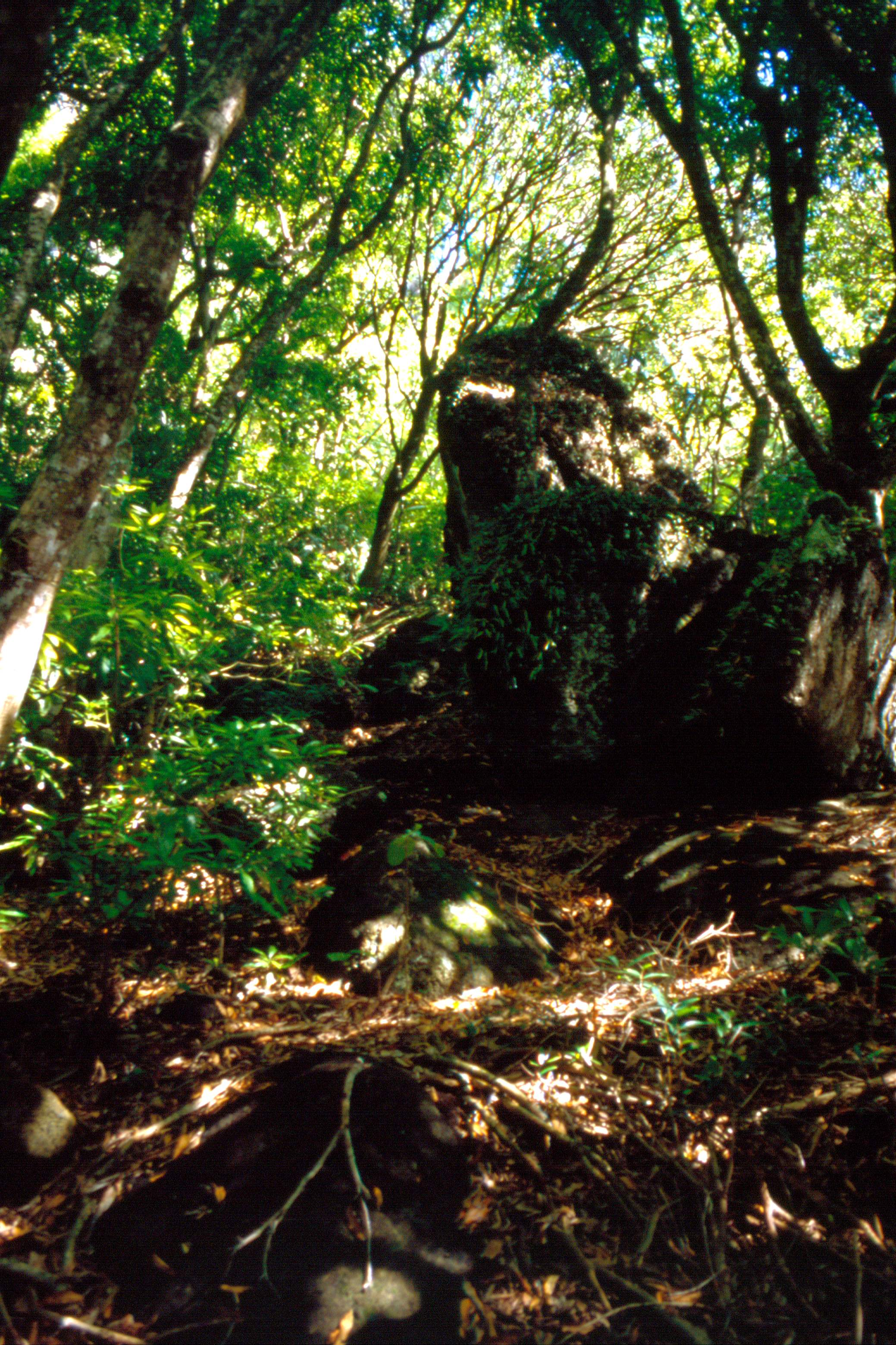
ガーネッツ・リッジの固有植物
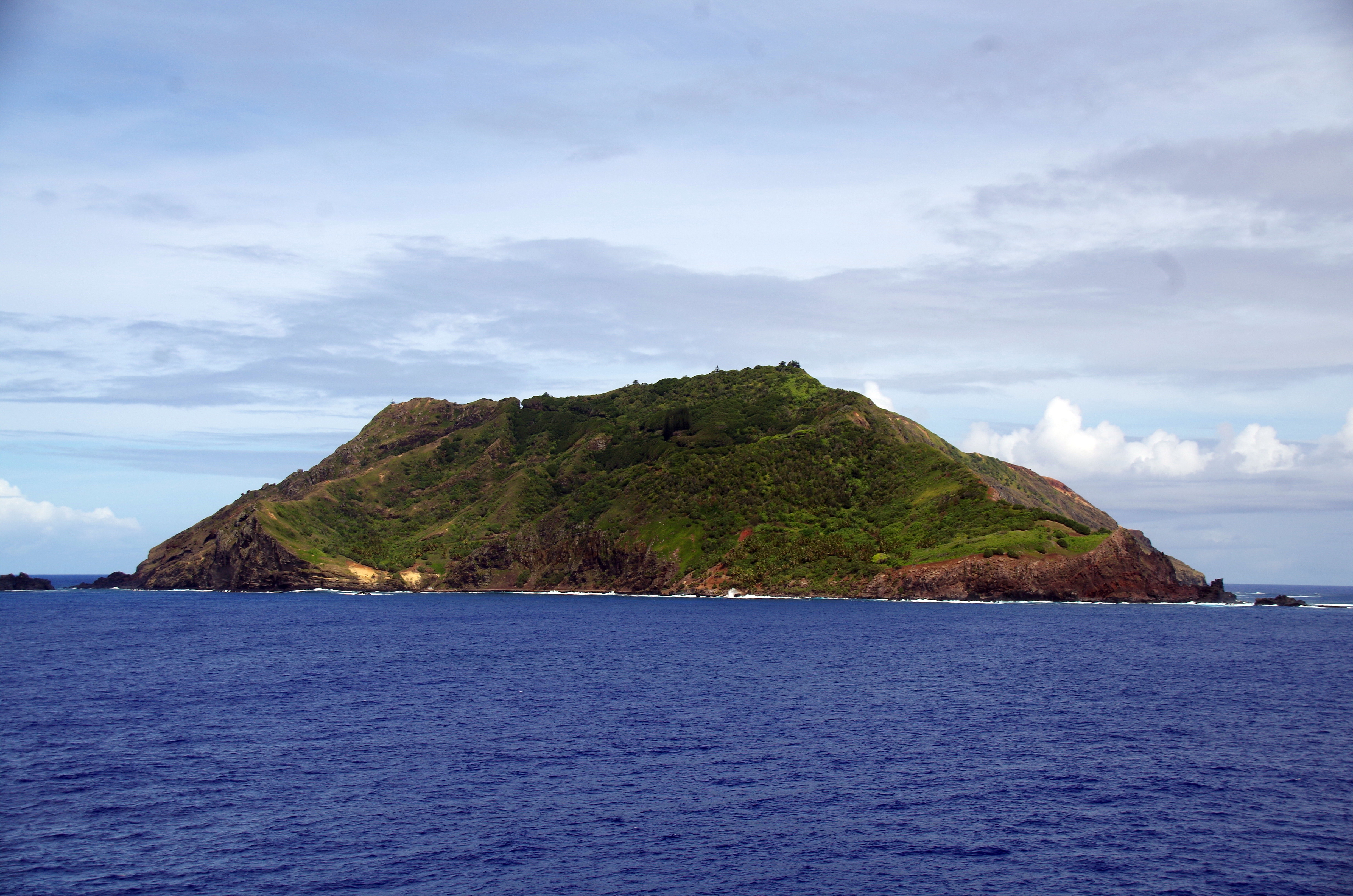
南西部
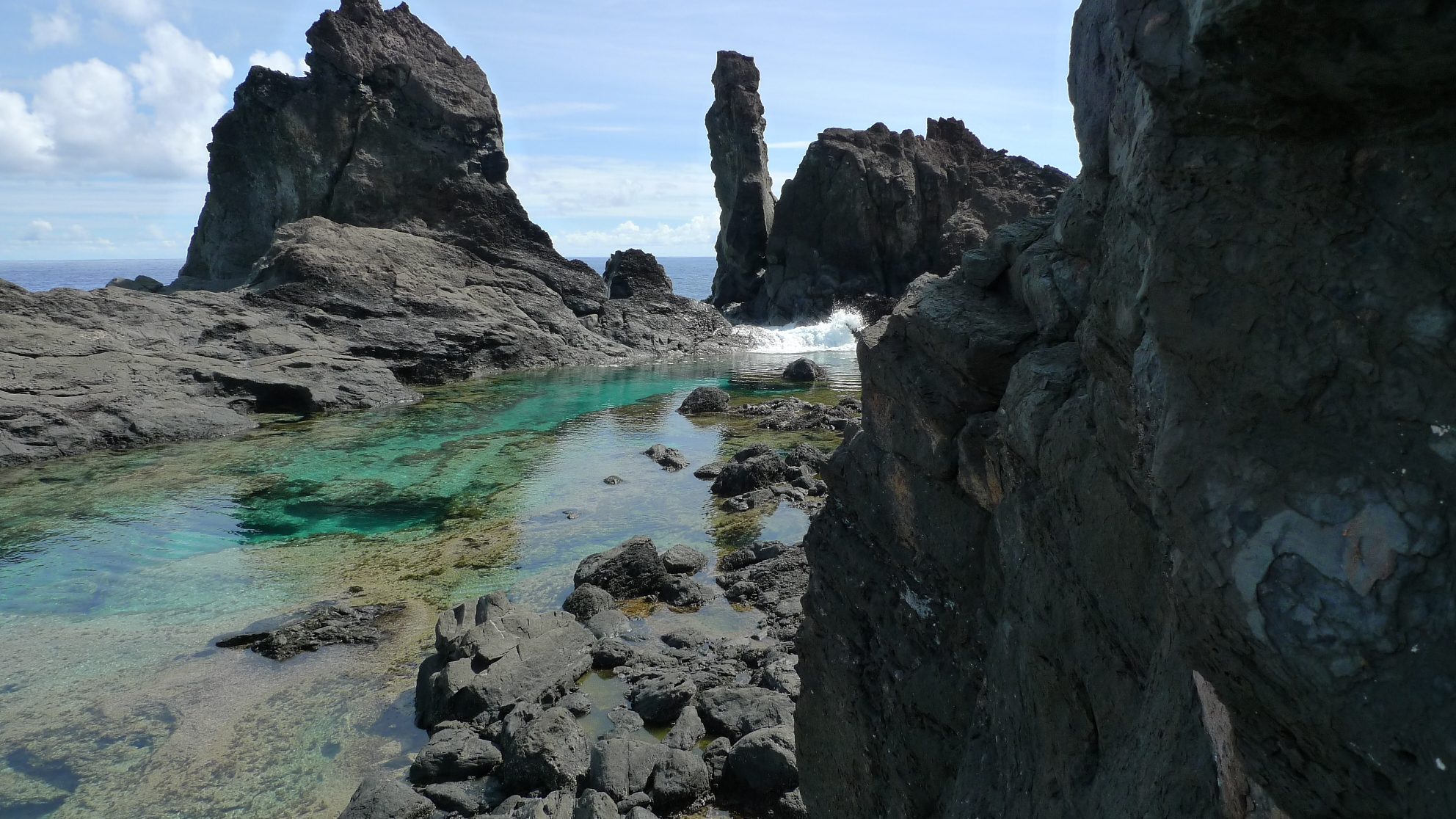
セント・ポール・プール
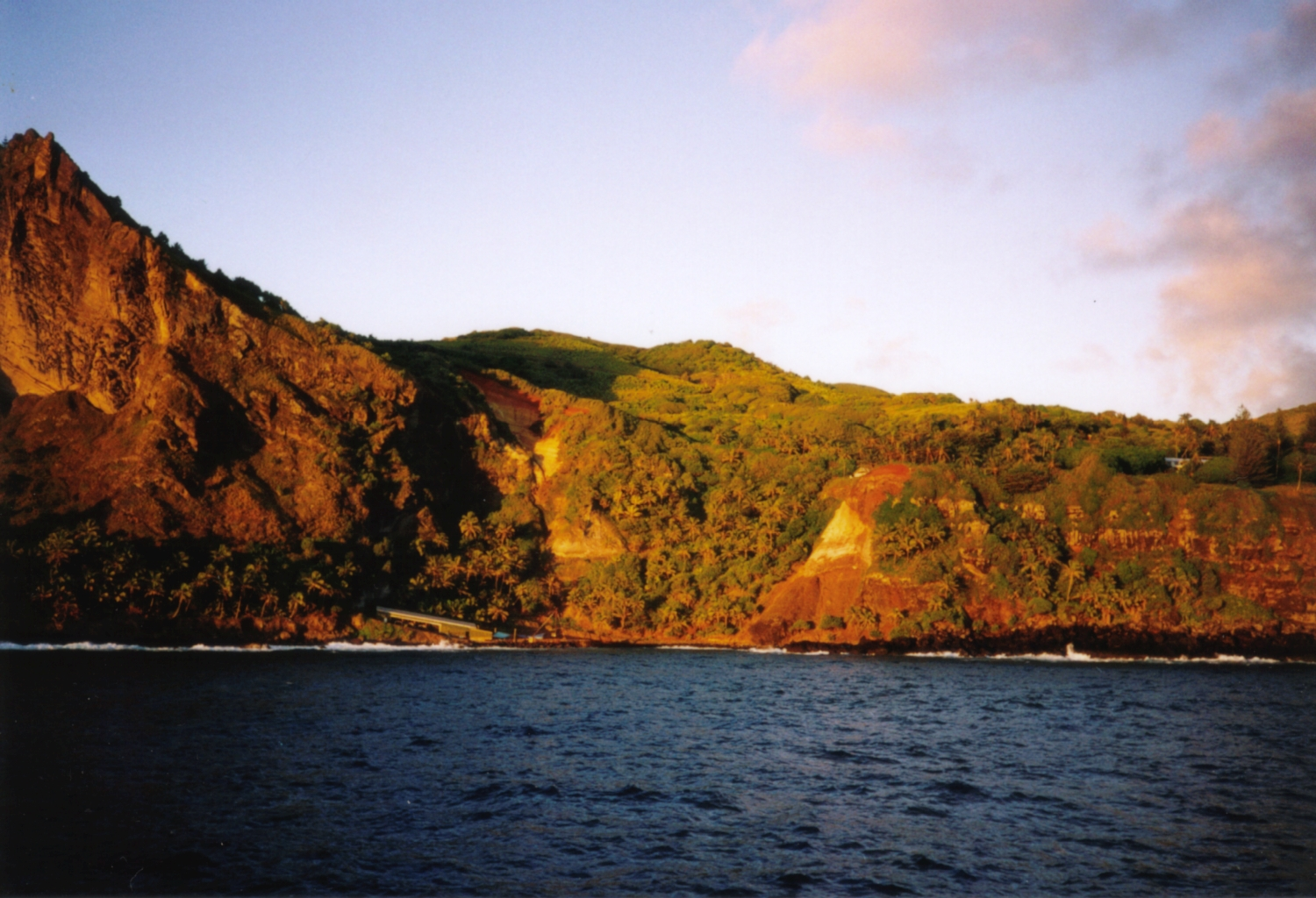
バウンティ湾